# آلن ژوپه
آلن ژوپه (فرانسوی: Alain Juppé‎؛ زادهٔ ۱۵ اوت ۱۹۴۵) یک سیاست‌مدار اهل فرانسه است.

## زندگی سیاسی
آلن ژوپه، در دوران ریاست جمهوری ژاک شیراک از سال ۱۹۹۵ تا ۱۹۹۷ نخست‌وزیر فرانسه بود.
او از سال ۱۹۸۶ تا ۱۹۸۸ به عنوان وزیر بودجه و سخنگوی دولت خدمت کرده بود و سپس از سال ۱۹۹۳ تا ۱۹۹۵ به عنوان وزیر امورخارجه خدمت کرده بود. او در فاصله سال‌های ۲۰۰۲ تا ۲۰۰۴ ریاست حزب UMP را برعهده داشت و همچنین در فاصله سال‌های ۱۹۹۵ تا ۲۰۰۴ شهردار بوردو هم بود.
ژوپه در سال ۲۰۰۴ به دلیل برنامه تأمین مالی غیرقانونی بودجه حزب هم‌زمان با داشتن سمت اجرایی در بخش اقتصادی شهرداری پاریس در دوران شیراک محکوم شد. در دادگاه تجدید نظر او محکوم به ۱۴ ماه حبس تعلیقی و یکسال ممنوعیت از فعالیت‌های انتخاباتی شد.
ژوپه از تاریخ ۸ اکتبر ۲۰۰۶ تا مارس ۲۰۱۹ به عنوان شهردار بوردو مشغول به کار بود.
وی در اوت ۲۰۱۵ اعلام نمود که قصد دارد تا به عنوان نامزد حزب جمهوری‌خواهان فرانسه، در انتخابات ریاست جمهوری سال ۲۰۱۷ فرانسه نامزد شود اما در نهایت فرانسوا فیون از این حزب به عنوان نامزد معرفی شد.